# ديوك سيدغويك
ديوك سيدغويك (بالإنجليزية: Duke Sedgwick)‏ هو لاعب كرة قاعدة أمريكي، ولد في 1 يونيو 1898 في مارتينز فيري في الولايات المتحدة، وتوفي في 4 ديسمبر 1982 في كليرواتر في الولايات المتحدة.

## وصلات خارجية
- ديوك سيدغويك على موقعبيزبول رفرنس.كوم (الدوري الرئيسي) (الإنجليزية)